# 方鼎英
方鼎英（1888年—1976年6月1日），湖南新化人，國民革命軍中將，著名的抗日將領。
曾任黃埔軍校入伍生部部長，進行諸多軍事教育改革，替北伐軍提供了無數精兵。九一八事變發生後他率部在東北堅決抵抗。中華人民共和國成立後，出任第二、三、四屆全國政協委員，熱衷於兩岸統一，1976年在長沙去世。